# Милица Бисић
Милица Бисић (Београд, 5. август 1961) српски је економиста.
Завршила је Економски факултет Универзитета у Београду, где је и докторирала. Радила је у савезној влади, Институту економских наука, Факултету за менаџмент и КПМГ-у. Била је директор Пореске управе Републике Српске и заменик министра финансија Републике Србије 2003—2004. године. Сада је професор Факултету за економију, финансије и администрацију у Београду, директор корпоративних послова у Филип Морису, Београд и члан Центра за либерално-демократске студије.